# Jessica Rosencrantz
Jessica Emilia Marie Rosencrantz, född Andersson 6 oktober 1987 i Sofielunds församling i Malmö, är en svensk civilekonom och moderat politiker. Hon är Sveriges EU-minister sedan 2024. 
Hon är riksdagsledamot för Stockholms kommuns valkrets sedan år 2010 och har i riksdagen bland annat varit vice gruppledare för Moderaterna samt ordförande i EU-nämnden.

## Biografi
Jessica Rosencrantz är uppvuxen i Vellinge och Täby.

### Utbildning och tidig karriär
Rosencrantz har en civilekonomexamen från Handelshögskolan i Stockholm, med inriktning nationalekonomi. Hon har arbetat på ett mindre it-bolag samt varit landstingsrådssekreterare på hälso- och sjukvårdsroteln i dåvarande Stockholms läns landsting och politisk assistent i Europaparlamentet.
Hon inledde sin politiska karriär som distriktsordförande för Moderata ungdomsförbundet i Stockholm. Mandatperioden 2006–2010 var hon ledamot av kommunfullmäktige i Täby kommun, med uppdrag som ersättare i kommunstyrelsen och vice ordförande för barn- och grundskolenämnden.

### Riksdagsuppdrag
I riksdagsvalet 2010 valdes Rosencrantz till första ersättare för Moderaterna i Stockholms kommuns valkrets. I oktober 2010 inledde hon sitt uppdrag i riksdagen som statsrådsersättare. Efter två veckor blev hon ordinarie riksdagsledamot, detta efter att ledamoten Anna König Jerlmyr blivit socialborgarråd i Stockholms stad och därmed lämnade sin plats i riksdagen. Som nybliven riksdagsledamot blev Rosencrantz suppleant i finansutskottet och civilutskottet. Därefter var hon från 2012 ledamot av trafikutskottet och suppleant i EU-nämnden.
I december 2014 blev Rosencrantz trafik- och it-politisk talesperson för Moderaterna samtidigt som hon blev vice ordförande för trafikutskottet. I februari 2019 bytte hon roll till klimat- och miljöpolitisk talesperson, och blev andra vice ordförande i miljö- och jordbruksutskottet.
Efter valet 2022 blev Rosencrantz ordförande för socialförsäkringsutskottet och vice gruppledare för Moderaterna i riksdagen samt ledamot i riksdagsstyrelsen. Från maj till september 2024 var hon ordförande för EU-nämnden, där hon dittills varit suppleant 2012–2019 och ledamot 2019–2024.
Rosencrantz var ordförande för Moderaternas eftervalsanalysgrupp för EU-valet 2024.

### Minister
Den 10 september 2024 utnämndes Rosencrantz till EU-minister, minister för nordiskt samarbete och statsråd i statsrådsberedningen i regeringen Kristersson.

## Privatliv
Rosencrantz är gift med moderaten Per Rosencrantz, bor i Stockholm och har två barn.